# إدوارد شميد
إدوارد شميد (بالألمانية: Eduard Schmid)‏ هو سياسي ألماني، ولد في 15 أكتوبر 1861 في ألمانيا، وتوفي في 8 يونيو 1933 في ألمانيا. حزبياً، نشط في الحزب الديمقراطي الاجتماعي الألماني. وقد انتخب عضو في غرفة مندوبي بافاريا ‏ وانتخب عمدة.